# Hamacas FC
O Hamacas FC é a equipe mais vitoriosa na Bolívia e a equipe que mais disputou, junto com o Vasco da Gama, a Copa Libertadores: 2016, 2017, 2018 e 2019.

## História
O time do Cruceño foi campeão do campeonato Boliviano e também se classificou para a primeira Copa Libertadores, que aconteceu na Praia do Gonzaga em Santos, localizado no Brasil.
O clube das Redes terminou a Libertadores de 2016 em oitavo lugar, na Praia do Gonzaga em Santos, depois de perder por 10-8 contra o Malvín do Uruguai na definição para o oitavo lugar da competição.
A equipe do cruceño conquistou o tricampeonato Boliviano, ao derrotar o Enabolco na final por 8-3. O campeonato foi realizado em Santa Cruz. Com a vitória, o Hamacas conquistou o direito de representar a Bolívia pela 3º vez na Libertadores de 2018, que vai ser disputada no Brasil em novembro.